# 42ª Brigata meccanizzata
La 42ª Brigata meccanizzata autonoma (in ucraino 42-та окрема механізована бригада?, 42-ta okrema mechanizovana bryhada, unità militare А4667) è un'unità di fanteria meccanizzata delle Forze terrestri ucraine, subordinata al Comando operativo "Ovest" e con base a Čortkiv.

## Storia
La brigata è stata creata il 25 gennaio 2023, come parte dell'espansione dell'esercito ucraino in previsione della controffensiva estiva, a partire principalmente da personale mobilitato nell'Ucraina occidentale e ufficiali provenienti dalla 10ª Brigata d'assalto da montagna. Il comando è stato infatti affidato al tenente colonnello Volodymyr Bolechan, ex comandante del 109º Battaglione della 10ª Brigata. È stata la seconda unità ucraina, dopo l'82ª Brigata d'assalto aereo, a ricevere i veicoli corazzati statunitensi Stryker. Tuttavia questi mezzi sono stati sufficienti ad equipaggiare un solo battaglione, e gli altri due hanno ricevuto i BMP-1LB, veicoli basati sullo scafo dell'MT-LB e dotati di una moderna torretta stabilizzata.
A settembre la brigata è stata schierata per la prima volta al fronte, venendo inviata insieme alla 44ª Brigata meccanizzata nella zona di Kup"jans'k per rinforzare le difese ucraine nel nord. A partire da ottobre è stata invece impiegata nell'area di Bachmut. In questo settore nei primi mesi del 2024 ha contribuito alla difesa ucraina contro l'offensiva invernale russa in direzione di Časiv Jar. Trasferita nella regione di Charkiv, il 9 maggio ha fornito supporto alla 125ª Brigata di difesa territoriale nel respingere un attacco russo presso il villaggio di Pyl'na, il primo in direzione di Charkiv dopo che la controffensiva ucraina del settembre 2023 aveva respinto le forze d'invasione oltre il confine. Costretta a cedere terreno nei giorni seguenti, con l'arrivo di elementi della 92ª Brigata d'assalto di rinforzo è riuscita a fermare l'avanzata della 18ª Divisione fucilieri motorizzata prendendo posizione nell'area del villaggio di Lypci. All'inizio di ottobre è stata trasferita presso la città di Torec'k, presa d'assalto dalle forze russe. Nel luglio 2025 la brigata è stata trasferita sul fronte a ovest di Kurachove, sostituendo la 79ª Brigata d'assalto aereo.

## Struttura
- Comando di brigata[12]
- 1º Battaglione meccanizzato
- 2º Battaglione meccanizzato
- 3º Battaglione meccanizzato
- 419º Battaglione fucilieri (Ivano-Frankivs'k, unità militare A4809)[13]
- 422º Battaglione fucilieri (Čortkiv, unità militare A4850)[14]
- 424º Battaglione fucilieri (unità militare А4856)[15]
- Battaglione corazzato (T-64BV)
- Battaglione sistemi senza pilota "Perun"[16]
- Gruppo d'artiglieria
  - Battaglione artiglieria semovente (2S1 Gvozdika)
  - Battaglione artiglieria semovente
  - Battaglione artiglieria lanciarazzi (BM-21 Grad)
  - Battaglione artiglieria controcarri
- Battaglione artiglieria missilistica contraerei
- Battaglione genio
- Battaglione manutenzione
- Battaglione logistico
- Compagnia ricognizione
- Compagnia comunicazioni
- Compagnia radar
- Compagnia difesa NBC
- Compagnia medica

## Comandanti
- Tenente colonnello Volodymyr Bolechan (gennaio 2023 - dicembre 2023)[17]
- Tenente colonnello Serhij Lisovenko (dicembre 2023 - in carica)[18]